# Stopno, Makole
Stopno je naselje v Občini Makole, na severovzhodu Slovenije. Nahaja se ob levem bregu Dravinje, ter spada pod Štajersko pokrajino in Podravsko regijo.

## Ime
Stopno se v zgodovinskih virih omenja kot Stopendorf, Steppendorf in Ztopendorf (1265–1267), ter kot Zemstamph leta 1271. Ime Stopno prihaja iz besede stopa (lesena priprava, v kateri se s tolčenjem odstranjuje trši ovoj žitnih zrn), ki se nanaša na kmetijsko dejavnost na območju. Podobni imeni imata kraja Stopče in Stope.

## Zgodovina
Arheološke izkopanine dokazujejo, da je bilo območje Stopnega poseljeno že v prazgodovini, saj je bilo leta 1995 najdenih mnogo odlomkov lončenine iz mlajše železne dobe. Območje je kasneje prešlo pod rimsko oblast, še kasneje pa pod Habsburško, kjer je ostalo do konca prve svetovne vojne. Stopno se omenja kot Stoppno, ki se nahaja na območju kjer se je povečini govorilo slovensko.

### Stopno kot občina
Po marčni revoluciji leta 1848 so bile po Avstro-Ogrski uvedene samoupravne občine. Leta 1849 je cesar podpisal začasni zakon o občinah, katere so uvajali pod geslom ''Temelj svobodne države je svobodna občina''. Nove občine so tako dobile samoupravo glede skrbi za varnost ljudi in premoženja, upravljanja občinskega premoženja, zdravstvene policije, živilskega nadzora, skrbi za ceste in drugo. Tako je nastala tudi občina Stopno, ki je obsegala istoimensko naselje (naselji Savinsko in Strug sta bili takrat del Stopnega in ne samostojni naselji). 
Takšna ureditev je veljala le začasno, leta 1862 pa je bil sprejet okvirni državni zakon o občinah, ki je veljal vse do razpada države leta 1918. Ta zakon je omogočal ureditev, ki je dovoljevala sorazmerno čisto samoupravo. Občinski organi so bili voljeni v celoti, občinam pa so bili priznani posebni viri dohodkov. Občine so imele možnost od vaščanov zahtevati, da izvedejo razna dela v javno korist, kot je urejanje cest in čiščenje jarkov. Takšna dela so se imenovala ''kuluki''.
Leta 1880 je občina Stopno imela vsega 314 prebivalcev, od tega jih je 100 prihajalo iz območja današnjega Stopnega, ostali pa iz Savinskega ali Struga. Leta 1902 je bil župan občine Stopno Andrej Finšgar, njegova svetovalca pa sta bila Matija Mesarič in Štefan Unuk.
Po prvi svetovni vojni leta 1918 je večina slovenskega ozemlja, pristala v Kraljevini Srbov, Hrvatov in Slovencev (kasneje Kraljevina Jugoslavija), Stopno pa je še vedno obdržalo status občine in leta 1931 imelo 317 prebivalcev. 
Občina Stopno je kakor ostale občine, ki danes tvorijo občino Makole, prispevala k vzdrževanju cerkva in šole v Makolah. 
Leta 1933 je bil vzpostavljen sistem volitev občinskih organov in postavil merilo, da mora občina imeti vsaj 3000 prebivalcev. Stopno se je tako združilo z občinami Dežno, Jelovec-Makole, Pečke, Sveta Ana in Štatenberg, ter oblikovalo občino Makole.

### Stopno med obema vojnama
Leta 1937 je imelo Stopno (skupaj s Strugom in Savinskim) 332 prebivalcev. V Krajevnem leksikonu Dravske Banovine je Stopno opisano kot vas, ki leži med Makolami in Majšperkom, kjer so dolinska tla izpostavljena poplavam, cesta pa je izpeljana po nasipu in zavarovana. Ljudje so se takrat tam ukvarjali pretežno s kmetijstvom in vinogradništvom. V Makole so prodajali živino, jajca, perutnino, drva in les za tanin.

### Med in po 2. svetovni vojni
6. aprila je bila Jugoslavija napadena in okupirana s strani več držav, Stopno je tako kot celotna Štajerska, prešlo pod nemško okupacijo in ostalo pod njo do konca vojne. Leta 1945 je v Stopnem nastal krajevni ljudski odbor (KLO), ki se je leta 1952 združil v občinski ljudski odbor Makole. Stopno je bilo v SFRJ del Ptujskega okraja in po njegovi ukinitvi leta 1965, Mariborskega okraja vse do osamosvojitve leta 1991. 

## Stopno danes
Leta 2006 je iz občine Slovenska Bistrica izstopila občina Makole, katere del je Stopno še danes. V Stopnem je od leta 2005 prisotno Športno društvo Stopno, ki skrbi predvsem za asfaltirano vaško igrišče in hišo, ki je sedež društva. Prav tako skupaj z vaško skupnostjo Stopno organizira različne dogodke, kot je vsakoletna čistilna akcija, postavljanje prvomajskega drevesa in različne športne dejavnosti. Prebivalci se večinoma ukvarjajo s kmetijstvom ali pa službujejo v sosednjih krajih.

## Narava
Na območju Stopnega predvsem ob reki Dravinji so prisotni poplavni travniki. Tukaj se pojavljajo rastlinske vrste kot sta zdravilna strašnica in travniški lisičji rep. To območje je habitat mednarodno zaščitenih vrst metuljev kot so: močvirski cekinček, sviščev mravljiščar in strašnični mravljiščar. Prav tako se tukaj pojavljajo različne varovane vrste ptic kot so: pivka, bela štorklja, rjavi srakoper, ter pisan in plah vodomec. V Stopnem se nahajajo tudi mrtvice, ostanki stare struge Dravinje, kjer je možno najti številne dvoživke, ptice, sesalce, kačje pastirje, hrošče in metulje. Ta predel je zaradi svoje biotske raznolikosti vključen med območja Nature 2000.

## Kulturna dediščina

### Vaška kapela
Kapela zaprtega tipa leži ob križišču cest Majšperk - Stopno - Makole. Postavljena je bila v drugi polovici 19. stoletja, vendar točna letnica in namen postavitve nista znana. Prisoten je strešni jezdec pravokotnega tlorisa, kateri v oltarnem delu zaobljeno izstopa. Kapela ima segmentni portal, ki je varovan s kovinskimi mrežnimi vrati. Stranski steni nimata členitev, zadnjo pa osvetljuje ovalna odprtina. Kapela je rumene barve, vhod je poudarjen z belo obrobo, nad vrati pa je prisoten napis ''Ave Marija''. Streha je pločevinasta in piramidalna. Na vrhu je krogla s križem, kateri ima suličast vrh in tri prečke. V notranjosti kapele je na oltarju postavljen kip Lurške Marije, tla pa so keramična. Kapela je vodena v registru nepremične kulturne dediščine.

### Žunkovičev kozolec
Ob vaški cesti se nahaja toplar s tremi pari oken, ki ima status spomenika lokalnega pomena. Kozolec je lesen, dvoetažen pokriva pa ga strma dvokapna streha, ki je krita s salonitom. Streha je nekoč bila oblikovana z delnimi čopi in krita s slamo ali opeko. Konzole so dekorativno oblikovane in iz stebrov podpirajo tramove. Zgornji deli obeh zatrepnih strani so zaprte z lesenima mrežama. Na eni strani zatrepa so ohranjene še konzole nekdanjega balkona, ohranjena pa je tudi lesena konstrukcija notranjega objekta z lesenimi enoramnimi stopnicami. Kozolec je značilen ampak redko ohranjen gospodarski objekt na tem območju in izvira iz druge polovice 19. stoletja.

### Mihelčev križ
Ob vaški cesti v Stopnem se nahaja  leseni križ iz leta 1921. Križ je bil postavljen v spomin na gospodarja, ki je umrl pri spravilu lesa. Na križu je upodobljena figura Jezusa Kristusa, pod njim pa je na preprosti leseni konzoli postavljena figura Marije. Križ je krit s segmentno pločevinasto streho z okrasno borduro, na zadnji strani pa je razpelo zavarovano z deščicami iz lesa, katere se zaključujejo v nivoju prečke.